# جوزيف بوندارينكو
جوزيف بوندارينكو هو كاتب روسي، ولد في 15 ديسمبر 1936.